# Слизевая кислота
Сли́зевая кислота́ (галакта́ровая кислота, муци́новая кислота) — химическое соединение, органическая двухосновная кислота с химической формулой {\displaystyle {\ce {C6H10O8}}}. Относится к классу 
альдаровых кислот.
Вещество представляет собой белый кристаллический порошок с температурой плавления 213 °C.
Слизевая кислота нерастворима в спирте, эфире и холодной воде.
Из-за симметрии молекулы она оптически неактивна несмотря на присутствие хиральных атомов углерода (т. е. она является мезосоединением) . 
Соли и эфиры слизевой кислоты называют галактаратами.

## Получение
Может быть получена окислением галактозы азотной кислотой или окислением лактозы
азотной кислотой с выходом 30—40 %.

## Химические свойства
При пиролизе слизевая кислота дегидратируется с образованием пирослизевой (фуран-2-карбоновой) кислоты, при нагревании аммонийной соли пирослизевой кислоты в глицерине происходит аналогичная реакция циклизации-дегидратации с образованием пиррола с выходом ~40%:
При нагревании в присутствии бисульфата натрия слизевая кислота образует 3-гидрокси-2-пирон:
Подвергается дезоксидегидратации в 3-пентаноле или 1-бутаноле (которые выступают в роли восстановителя), катализируемой метилтриоксорением с образованием соответствующих эфиров муконовой кислоты (гекса-2,4-диеновой).

## Применение
Вещество можно использовать для замены винной кислоты в разрыхлителях теста или в шипучих напитках.
Является прекурсором при синтезе противоракового препарата паклитаксела (Николау, 1994).